# حوات (صباح)

تعديل مصدري - تعديل

حوات هي إحدى قرى عزلة صباح بمديرية صباح التابعة لمحافظة البيضاء، بلغ تعداد سكانها 1444 نسمة حسب تعداد اليمن لعام 2004.